# Liste der Kulturdenkmale in der Hammertorvorstadt (Plauen)

Lage des Stadtteils Hammertorvorstadt in Plauen

In der Liste der Kulturdenkmale in der Hammertorvorstadt sind die Kulturdenkmale des Plauener Stadtteils Hammertorvorstadt verzeichnet, die bis Januar 2020 vom Landesamt für Denkmalpflege Sachsen erfasst wurden (ohne archäologische Kulturdenkmale). Die Anmerkungen sind zu beachten.
Diese Aufzählung ist eine Teilmenge der Liste der Kulturdenkmale in Plauen.

## Liste der Kulturdenkmale in der Hammertorvorstadt
| Bild           | Bezeichnung | Lage                           | Datierung                                                                                                 | Beschreibung | ID       |
| -------------- | --- | ------------------------------ | --- | --- | -------- |
| Weitere Bilder | Friedhof Plauen II (Sachgesamtheit) | Am Preißelpöhl (Karte)         | 1888–1889                                                                                                 | Sachgesamtheit Friedhof Plauen II: Gärtnerische Anlage des Friedhofes mit Wegesystem, Lindenalleen und -reihen, Heckenquartieren, mit Leichenhalle, Einsegnungshalle und Erbbegräbnisse und Grabmale (siehe Einzeldenkmale 09301815); stadtgeschichtliche und landschaftsgestaltende Bedeutung, zeittypische Grabmale sowie Gräber wichtiger Plauener Persönlichkeiten, Friedhofsmauer mit Erbbegräbnissen entlang der Friedhofsmauer als Sachgesamtheitsteile Geschichtliche Angaben: - 1876/77 Erwerb von Grundstücken für die Anlage eines neuen Friedhofs - 1888/89 Anlage der Grabfelder A–D in zwei Etappen und Erbauung einer Sprech-/Einsegnungshalle sowie einer Leichenhalle - 1889 Einweihung des Friedhofs - 1889 Bau der Friedhofsmauer aus rotem Klinkermauerwerk - 1890 Einweihung von Leichen- und Sprech-/Einsegnungshalle mit Totengräberwohnung - 1893 zweite Erweiterung des Friedhofs um die Grabfelder E und F - 1896/97 dritte Erweiterung des Friedhofs um die Grabfelder G–K, Bepflanzung mit 130 Linden und Ergänzung der Einfriedungsmauer - 1929 und 1930 Umbauten an der Sprech-/Einsegnungshalle - 1945 Zerstörung der Leichen- sowie der Sprech-/Einsegnungshalle - 1951 Instandsetzung der Gebäude - 1976 Schließung der Gebäude | 09247343 |
| Weitere Bilder | Friedhofskapelle mit Leichenhalle, Friedhofsmauer, Erbbegräbnisse und Grabmale sowie Gartenpavillon (Einzeldenkmale zu ID-Nr. 09247343) | Am Preißelpöhl 2a (Karte)      | 1889 (Friedhofsmauer); 1890 (Leichenhalle und Einsegnungshalle)                                           | Einzeldenkmale der Sachgesamtheit Friedhof Plauen II; stadtgeschichtliche und landschaftsgestaltende Bedeutung. - Bauliche Schutzgüter: - Gebäude: Gebäudekomplex aus Leichenhalle und Sprech-/Einsegnungshalle mit Totengräberwohnung aus rotem Klinker, Verbindungsbau geputzt - Einfriedungen: Einfriedungsmauer aus rotem Klinker mit Bruchsteinsockel an Nord-, West- und Südseite - Zugänge: Zugang von der Straße Am Preißelpöhl mit einflügeligem Ziergittertor, Zufahrt ebenfalls von der Straße Am Preißelpöhl mit zweiflügeligem Ziergittertor - Wege und Plätze: sämtliche Wege des Friedhofs sind mit einer wassergebundenen Decke versehen, Kantensteine aus Schiefer im Bereich der Grabfelder A–F Gerinne aus Granit-Pflaster, im Bereich der dritten Erweiterung (Grabfelder G–K) Gerinne aus Klinker - Pumpe: historische Handschwengelpumpe im Bereich von Grabfeld K - Vegetative Schutzgüter: - Alleen: Längs- und Queralleen entlang der Wege mit Linden (Tilia spec.), einreihige Alleen an den Wegen entlang der Mauern, an allen übrigen Wegen zweireihige Alleen mit gegenständiger Baumanordnung, der Abstand zwischen den Bäumen liegt zwischen ca. 5,5 und 6,5 Metern, alle Bäume weisen Schnittstellen auf, der größte Teil der Bäume stammt aus der Anlagezeit des Friedhofs (1896/97) - Hecken/Sträucher: geschnittene Hainbuchen-Hecken (Carpinus betulus) links und rechts des Zufahrt, parallel zum halbrund verlaufenden Mauersockel mit Ziergitterzaun, Reste geschnittener Hainbuchen-Hecken (Carpinus betulus) im Bereich der Grabfelder E und F, Rhododendron-Pflanzungen westlich und östlich der Gebäude | 09301815 |
|                | Straßenbrücke mit Böschungsmauerwerk (stromaufwärts rechte Uferseite) über die Weiße Elster | Hammerplatz (Karte)            | Nach 1910                                                                                                 | Qualitätsvoll gestaltetes, dem Stand der Technik entsprechendes Brückenbauwerk, verkehrsgeschichtlich, technikgeschichtlich und ortsentwicklungsgeschichtlich von Bedeutung. Böschungsmauer sowie Brückenbrüstung aus Diabas - Werkstein, Schichtmauerwerk, in Brüstung rechteckige Öffnungen mit sternförmiger Vergitterung, in der Mitte der Brücke kanzelartiger Austritt mit gleicher Brüstung, einjochige Bogenbrücke. | 09247254 |
|                | Reiterstatue Sankt Georg (ehemals Kriegerdenkmal für die Gefallenen des Ersten Weltkrieges), ursprünglich Brunnenplastik eines Laufbrunnens im Hof des ehemaligen Landgerichtes | Hammerstraße (Karte)           | 1928 | Bildwerk für gefallene Justizangehörige, von ortsgeschichtlicher und künstlerischer Bedeutung. Diese Bronzeplastik stand seit 1979 im Stadtpark, unweit der Drachengrotte. Ehemals zierte dieser Reiter einen Laufbrunnen im Hofe des Landgerichts, der 1928 zur Erinnerung an die im Ersten Weltkrieg gefallenen Plauener Justizbeamten und Rechtsanwälte des Amts- und Landgerichts errichtet wurde. Dargestellt ist der heilige Georg auf seinem Pferd, der mit einem Speer den Drachen tötet, ein Symbol des Sieges über die Lüge. Die Skulptur stammt vom Reinsdorfer Bildhauer Paul Schneider. 1970 wurde der Brunnen abgebrochen und das Reiterstandbild auf den städtischen Bauhof gebracht. Erst am 27. Oktober 1979 stellte man es unter Leitung des Plauener Baumeisters Helmut Naumann im Stadtpark auf. Es wurde auf einen vom Plauener Bildhauer Hannes Schulze geschaffenen Schaft aus Granit gesetzt. Im Sommer 2002 setzte man es auf die Grünfläche am Neustadtplatz um. | 09300278 |
|                | Villa | Hammerstraße 30 (Karte)        | Um 1876                                                                                                   | Architektonisch qualitätvoller, klassizistisch wirkender Putzbau von bildprägendem und baugeschichtlichem Wert. Zweigeschossiger Putzbau von 3×5 Fensterachsen, auf annähernd quadratischem Grundriss, Putznutung im Erdgeschoss, waagerechte Fensterverdachungen, Fensterbrüstungen mit Pegasusdarstellungen, Pilaster mit aufwändigen Kapitellen, kräftiges Gurtgesims, Mitteleingang flankiert durch je ein Fenster, Lisenengliederung im Erdgeschoss, Walmdach, originale Haustür, Freitreppe zum Garten. | 09246390 |
|                | Mietshaus in jetzt halboffener Bebauung | Hammerstraße 48 (Karte)        | Um 1900                                                                                                   | Historisierender Bau der Stadterweiterung, baugeschichtliche Relevanz. Viergeschossiger roter Klinkerbau mit fünf Achsen, zentraler zweiachsiger und zweigeschossiger Erker, überhöht von Dachhäuschen mit Treppengiebel, Segmentbogentor mit Kopfdarstellung am Schlussstein, Fensterverdachung durch Dreieckgiebel und Segmentbogen. | 09246393 |
|                | Mietshaus in geschlossener Bebauung | Hammerstraße 50 (Karte)        | 1905 | Historisierender Bau der Stadterweiterung, baugeschichtliche Relevanz. Viergeschossiger und sechsachsiger roter Klinkerbau auf Werksteinsockel, mit Putz-Stuck-Elementen der Fensterrahmungen und -bekrönungen, seitliche Einfahrt mit Schlussstein (Kopf) des segmentbogig abschließenden Tores, Köpfe als Schlusssteine auch bei den anderen Erdgeschoss-Öffnungen, in den Geschossen über dem Tor gekuppelte Fenster, die linken beiden Achsen bekrönt durch dominanten Treppengiebel mit Triplefenster im Dachbereich. | 09246392 |
| Weitere Bilder | Textilfabrik (Mechanische Weberei Hermann Lang) | Hammerstraße 57 (Karte)        | Ende 19. Jahrhundert                                                                                      | Erweiterungsbau in neoklassizistischen Formen, Stahlskelett, flankiert von älterer Bausubstanz. Mit roten und gelben Ziegeln, zwei rückwärtige Flügel (eine Shedhalle), wirtschafts- und industriegeschichtliche sowie baugeschichtliche und städtebauliche Bedeutung. Erweiterungs(Ersatz-)bau von ca. 50 m Länge an der Hammerstraße, viergeschossig, turmartige Seitenrisalite mit Mansarddächern, Putzgliederung in Form von Kolossalordnung und Kassettierungen, Reste von Jugendstildekor, flankierend die ältere Bausubstanz aus roten Ziegeln, mit gelben Ziegeln ornamental abgesetzt, Segmentbogen-Öffnungen, nach hinten (Südwesten) viergeschossiger Flügel und Shedhalle (Nordosten). Ein Briefkopf von 1937 zeigt, dass die Anlage vor 1945 doppelt so groß war. | 09306421 |
|                | Mietshaus in Ecklage in geschlossener Bebauung | Hammerstraße 67 (Karte)        | 1898 | Mit Laden, charakteristischer historisierender Bau der Stadterweiterung, baugeschichtliche Bedeutung. Dreigeschossiger gelber Klinkerbau, mit roten Klinkern ornamental abgesetzt, auf rotem Sockel, in Ecklage, 4:4 Achsen plus eine Achse des im ersten Obergeschoss beginnenden, schräg gestellten dreigeschossigen Eckerkers, der in den Dachbereich hineinragt und von je einem Dreiecksgiebel flankiert wird, Erdgeschoss Rundbogenfenster mit Köpfen als Schlusssteine, großes Tor mit Rundbogenoberlichtfenster im Sockelgeschoss, die Geschosse darüber durch Gurtgesims optisch abgetrennt und mit geraden Stürzen sowie geraden und dreiecksförmigen Verdachungen, gusssteinerne Ornamentbänder und - felder, Mansarddach mit stehenden Gaupen. | 09247242 |
|                | Dünger-Abfuhr Aktiengesellschaft Plauen im Vogtland: Ehemaliges Unternehmen zur Abfallentsorgung mit Wohn- und Verwaltungsgebäude (links neben der Toreinfahrt), Garagenflügel (ehemaliges Stallgebäude, an das Wohn- und Verwaltungsgebäude anschließend), ehemaliges Maschinengebäude (rechts neben der Toreinfahrt) sowie ehemaliges Schmiedegebäude | Hammerstraße 74 (Karte)        | Bezeichnet mit 1899                                                                                       | Geschlossen erhaltener Gebäudekomplex von baugeschichtlicher, ortsgeschichtlicher und sozialgeschichtlicher Bedeutung; Abbruchgenehmigung vorliegend. Einheitlich gestalteter Gebäudekomplex um einen zentralen Hof. - Wohn- und Verwaltungsgebäude: interne Bezeichnung Denkmalkarte Haus A, frei stehendes Eckhaus, Ecke polygonal ausgebildet, Bezeichnung „Anno 1899“ unterhalb des Daches, Klinkermischbauweise, Erdgeschoss Klinker, Obergeschoss Putzflächen, Erdgeschoss Rundbogenfenster, Obergeschoss Segmentbogenfenster, alle mit Klinkerausgleichsbögen, im Obergeschoss mit Schlussstein, Hausmitte gestalterisch durch Pilaster betont, Klinkerfriese, Giebeldreieck mit Sonnenmotiv geschmückt, Mansarddach - Werkstattbau: interne Bezeichnung Denkmalkarte Haus D, flachgeneigtes Satteldach oder Flachdach, Klinkermischbauweise, zweigeschossig, teilweise Zwillingsfenster, gekoppelte Fenster, unterschiedliche Fensterformen - Rechteckfenster, Segmentbogenfenster, Kielbogenfenster usw., Uhr - Garagentrakt: interne Bezeichnung Denkmalkarte Haus C - Verwaltungs-, Schmiede- und Stallgebäude: rechts der Toreinfahrt, interne Bezeichnung Denkmalkarte Haus B, gleiche Gestaltung, große Holztore hofseitig | 09247240 |
|                | Mietshaus in Ecklage in geschlossener Bebauung | Hammerstraße 76 (Karte)        | 1904 | Mit Laden, historisierender Bau der Stadterweiterung, baugeschichtliche Bedeutung. Viergeschossiger roter Klinkerbau über Eck, helle florale und vom Jugendstil beeinflusste Gusssteinelemente in den Fensterbereichen (Vorhangbögen) und am schräggestellten, leicht vorkragenden einachsigen Eckerker, Laden erhalten, großes Tor, großer dreiachsiger Dachaufbau über der Mittelachse. | 09247241 |
|                | Fabrik- und Verwaltungsgebäude, ursprünglich zur Fa. Spörl und Martin gehörend | Hammerstraße 84 (Karte)        | 1903 | Repräsentativer singulärer Putzbau von ortsgeschichtlicher und besonderer baugeschichtlicher Bedeutung. 1902/03 Neubau eines Fabrik- und Verwaltungsgebäudes der Firma Spörl & Martin (1902 Fabrik: Flachbau im Hof für 30 Stickereimaschinen, 1903 Wohn- und Verwaltungsgebäude, 1904/05 Fabrikerweiterungen im Hof), viergeschossiger Putzbau auf bossiertem Sockel, originale Fenstervergitterungen im Kellergeschoss erhalten, mit neunachsiger Straßenfassade, über Erdgeschoss mit Putzrustika und Rundbogenöffnungen (zentraler Eingang) drei Geschosse mit gekuppelten bzw. Triplefenstern (rechter Seitenrisalit), die durch eingestellte korinthische Säulen gegliedert und von Kolossalpilastern und abschließenden Bögen im vierten Obergeschoss, waagerecht durch Gebälke zusammengefasst werden, zwei turmartige Dachaufbauten, einer mit Welscher Haube, gestalten die Dachlandschaft, reicher Bauschmuck, so am Neorenaissanceportal mit Schlussstein und flankierenden Halbsäulen, obeliskartige Bekrönung und Bienenstock (symbolische Darstellung des Fleißes), Kranzgesims und Hängeplatten, Hermesdarstellungen, über Hauseingang rundbogiges Relieffeld mit Darstellung eines Schiffes, der Eisenbahn und des Telegraphenmastes, Haustür dekoriert mit Schnitzwerk, Schlusssteine und Kapitelle mit Kopfdarstellungen, Hermesdarstellung, die bildlichen Darstellungen symbolisieren den Handel und den Fleiß, Sandsteinarbeiten und Atlant (ursprünglich auf Giebel über Portal) von Willi Heinecke. | 09247239 |
|                | Ehemaliges Direktorenwohnhaus des Gaswerkes | Hammerstraße 86a (Karte)       | um 1905                                                                                                   | Architektonisch bemerkenswert, baugeschichtliche und ortsgeschichtliche Bedeutung. Zweigeschossiger roter Klinkerbau auf Sockel mit Polygonalmauerwerk aus Theumaer Schiefer, mit Fachwerk-Mezzaningeschoss, schwarzglasierte Ziegel als Dekoration u. a. Bänder an Hausecken, Fenstergewände Sandstein, darüber Ausgleichsbögen aus Klinkern mit Schlusssteinen, Mezzaningeschoss und dominantes Dachhaus mit steilem Krüppelwalmdach, mit Zierfachwerk, holzverschalte Gauben mit Krüppelwalmdächern, Biberschwanzdoppeldeckung, nachträglich Dachliegefenster. | 09247238 |
|                | Mietshaus in geschlossener Bebauung | Heubnerstraße 2 (Karte)        | 1898 | Historisierende Fassade der Stadterweiterung, baugeschichtliche Relevanz. Dreigeschossiger gelber Klinkerbau von fünf Achsen, zentraler Eingang, zweiflügelige Haustür mit Oberlicht, Gurtgesims begrenzt Erdgeschoss, im ersten Obergeschoss waagerechte Fenster mit Segmentbogenverdachungen, zweites Obergeschoss mit waagerechten Fensterverdachungen, Bogenfelder Betonreliefs mit floralen Motiven, über Fenstern Schlussstein mit Engel- und Kopfdarstellungen, Mansarddach mit fünf holzverschalten Gauben, innen Wand- und Deckenmalerei, Stuck. | 09247332 |
|                | Ehemalige Textilfabrik (Gardinenfabrik F. & B. Wolf), später Wohnhaus | Heubnerstraße 4, 4a (Karte)    | 1898 | Bemerkenswerter breitgelagerter Klinkerbau von städtebaulichem, stadtgeschichtlichem und baugeschichtlichem Wert. 1898 Neubau eines Fabrik- und Verwaltungsgebäudes der Firma F.& B. Wolf Gardinenfabrikation (Berlin, Ravensburg, Zwickau). Souterrain: Keller, Heizung. Erdgeschoss: Plätt- und Mustersaal, Lager, Kontor und Versandräume. Erstes und zweites Obergeschoss: Arbeitssäle. Dachgeschoss: Photo-Atelier, Zeichensaal, Spannsaal. 1903 Anbau eines Tambouriersaales, 1934 Unternehmensinsolvenz, Einbau von Wohnungen. Dreigeschossiger roter Klinkerbau, zweiflügelige Haustür mit Ziervergitterung, Erdgeschoss Rundbogenfenster mit aufwändigem Kreuzstock, über kräftigem Putz-Gurtgesims, die Öffnungen der beiden Obergeschosse durch Lisenen, die in Blendbögen enden, zusammengefasst, Bogenfelder mit floralen Dekorationen, links zweiachsiges Zwerchhaus mit Zwillingsfenstern, Bogenfelder mit floralen Reliefs, Gauben mit Walmdach. | 09247331 |
|                | Mietshaus in geschlossener Bebauung | Heubnerstraße 12 (Karte)       | 1899 | Teil einer gleichartigen Straßenbebauung, von baugeschichtlichem Wert. Dreigeschossiger gelber Klinkerbau von vier Achsen, Erdgeschoss mit mittiger zweiflügeliger Haustür mit Ziervergitterung und Oberlicht, über Gurtgesims die Obergeschoss-Öffnungen durch Putz-Stuck-Schmuckfelder verbunden, dadurch bekommt die Wand Lisenenfunktion, über Traufgesims Mansarddach, die Gaupen nicht mehr vorhanden. | 09247330 |
|                | Mietshaus in geschlossener Bebauung | Heubnerstraße 14 (Karte)       | 1899 | Historisierende Fassade der Stadterweiterung, baugeschichtliche Relevanz. Gleiche Gestaltung wie Nachbarhäuser, 3geschossiger gelber Klinkerbau, fünf Achsen, Erdgeschoss mit mittigem Eingang (zweiflügelige Haustür) von Gurtgesims optisch begrenzt, die Fenster der beiden Obergeschosse mit Reliefbrüstungen (Fruchtgirlanden und Eichenlaub, Wappen usw.), Schlusssteine über Fenstern mit Kopfdarstellungen, Diamantquaderung, Ziervergitterung und Oberlicht, Mansarddach, Gauben mit Zeltdach. | 09247329 |
|                | Mietshaus in geschlossener Bebauung | Heubnerstraße 16 (Karte)       | 1899 | Teil einer gleichartigen Straßenzugbebauung, baugeschichtliche Relevanz. Dreigeschossiger, vierachsiger gelber Klinkerbau, Erdgeschoss mit (Kunststoff-)Haustür in zweiter Achse, Erdgeschoss durch Gurtgesims optisch abgetrennt, die Obergeschoss-Fenster durch Putz-Stuck-Schmuckfelder vertikal zusammengefasst, im zweiten Obergeschoss Fenster in Blendbögen endend. | 09247328 |
|                | Mietshaus in Ecklage in geschlossener Bebauung | Heubnerstraße 18 (Karte)       | 1900 | Mit Laden, historisierende Fassade, baugeschichtliche Relevanz. Dreigeschossiger gelber Klinkerbau, zwei- und sechsachsig, Laden aus Erbauungszeit, breiter Fries zwischen Erdgeschoss und den Obergeschossen, die Obergeschoss-Fenster durch Putz-Stuck-Schmuckfelder vertikal zusammengefasst, Mansarddach mit stehenden Gaupen. | 09247327 |
|                | Mietshaus in geschlossener Bebauung | Heubnerstraße 26 (Karte)       | 1900 | Zeittypischer historisierender Wohnhausbau, Teil eines gleichartigen Straßenzuges, baugeschichtliche Relevanz. Dreigeschossiger roter Klinkerbau von fünf Achsen, Erdgeschoss Putz mit segmentbogigen Öffnungen, über Gurtgesims zwei Obergeschosse mit waagerechten Fensterverdachungen, Gliederung auch durch Putz-Stuck-Schmuckfelder, u. a. Darstellung Bienenkorb. | 09247249 |
|                | Mietshaus in geschlossener Bebauung | Heubnerstraße 28 (Karte)       | 1900 | Teil eines gleichartigen Straßenzuges, typische historisierende Stadterweiterungsarchitektur. Dreigeschossiger, fünfachsiger Klinkerbau, das Erdgeschoss rot, die Obergeschosse gelb. Bogige Öffnungen Erdgeschoss, Eingang mit originaler Haustür rechts seitlich, waagerechte Fensterverdachungen in beide Obergeschossen, Mansarddach, Schleppgauben. | 09247248 |
|                | Mietshaus in geschlossener Bebauung | Heubnerstraße 30 (Karte)       | 1900 | Zeittypischer historisierender Wohnhausbau, Teil eines gleichartigen Straßenzuges. Dreigeschossiger Putz-Klinker-Bau, fünf Achsen, Putz-Erdgeschoss mit Segmentbogenöffnungen und seitlichem Eingang, über Gurtgesims zwei Obergeschosse roter Klinker, Putz-Stuck-Schmuckfelder verbinden die Öffnungen vertikal, zweites Obergeschoss in Rundbögen auslaufend. | 09247244 |
|                | Mietshaus in geschlossener Bebauung | Heubnerstraße 32 (Karte)       | 1899 | Zeittypischer historisierender Wohnhausbau, baugeschichtliche Relevanz. Dreigeschossiger roter Klinkerbau von fünf Achsen, das verputzte Erdgeschoss mit Segmentbogenöffnungen, große Einfahrt seitlich, die Obergeschosse im leicht vorspringenden Seitenrisalit darüber hervorgehoben durch Kuppelfenster und reicher Putz-Stuck-Ornamentik, erstes Obergeschoss Rechteckfenster, zweites Obergeschoss Rundbogenfenster, Fenstergewände und Fensterbrüstungen Beton, dort Wappendarstellungen oder Zweischneuß, Seitenrisalit in den Dachbereich ragend, Mansarddach mit Schleppgauben. | 09247243 |
|                | Mietshaus in halboffener Bebauung | Heubnerstraße 34 (Karte)       | Um 1900                                                                                                   | Zeittypische historisierende Fassade, baugeschichtlicher Wert. Dreigeschossig, sechs Achsen, Putzbau mit Klinkerdekoration, Hauseingang seitlich, Segmentbogenfenster durch Klinkerbögen mit Schlusssteinen betont, ab erstem Obergeschoss zweigeschossiger Erker mit Zierfachwerk, darüber Dachhäuschen mit Dreiecksgiebel, Dachaufbauten nicht erhalten. | 09247631 |
|                | Mietshaus in halboffener Bebauung | Heubnerstraße 37 (Karte)       | Bezeichnet mit 1902                                                                                       | Errichtet 1902 (bezeichnet im Giebel) nach Plänen von Albert Mothes für Curt Dannhauser; städtische historisierende Fassade mit Jugendstileinflüssen, von baugeschichtlicher Bedeutung. Drei Vollgeschosse auf hohem Sockel, Sockelzone und Hochparterre durch Gurtgesimsabschluss optisch zusammengefasst. Seitliche Haustür mit Pathos überfangen, die Fenster mit Jugendstilformen und- ornament gestaltet. Der zweiachsige Mittelrisalit mit Übergiebelung im Dachbereich besonders reich verziert, die seitlichen Fenster mit geradem Sturz in heller Klinkerwand. Zwei Dachgaupen. | 09247247 |
|                | Mietshaus in geschlossener Bebauung | Heubnerstraße 39 (Karte)       | Bezeichnet mit 1902                                                                                       | Städtische historisierende Fassade mit Jugendstileinflüssen, baugeschichtliche Bedeutung. Drei Vollgeschosse mit sechs Achsen auf hohem Sockel, Sockelzone und Hochparterre durch Gurtgesimsabschluss optisch zusammengefasst, seitliche Haustür mit Pathos überfangen, die Fenster mit Jugendstilformen und- ornament gestaltet, der zweiachsige Mittelrisalit mit Übergiebelung im Dachbereich besonders reich verziert, die seitlichen Fenster mit geradem Sturz in heller Klinkerwand, zwei liegende Dachgaupen, fast identische Gestaltung wie Nachbarhaus Nummer 37. | 09247246 |
|                | Mietshaus in geschlossener Bebauung | Heubnerstraße 41 (Karte)       | Bezeichnet mit 1901                                                                                       | Zeittypischer historisierender Wohnhausbau mit Jugendstileinflüssen, baugeschichtliche Bedeutung. Ähnliche Gestaltung wie Nachbarhäuser 37 und 39, dreigeschossiger Putzbau mit hellem Klinker in der mittigen Obergeschoss-Wandfläche, mittiger Eingang mit Jugendstilformen besonders im Oberlicht, extravagante Fensterrahmungen im Erdgeschoss, über Gurtgesims zwei Geschosse mit Kuppelfenstern, hier reichliche Bekrönung durch Felder, Konsolen und Sprossungen mit Tierornamentik: Schlangen, Muscheln, Eulen etc. sowie Köpfen, die zwei linken Achsen im Dachbereich rundbogig übergiebelt, dort bezeichnet mit „Anno dom. 1901“, Mansarddach, Gauben vereinfacht, auch die Haustür jugendstilig. | 09247245 |
|                | Mietshaus in geschlossener Bebauung | Heubnerstraße 43 (Karte)       | 1902 | Späthistorismus der Jahrhundertwende, baugeschichtlich von Bedeutung. Fünfachsiger und dreigeschossiger gelber Klinkerbau auf hohem Putzsockel, hier seitliche Einfahrt, Hochparterre mit Stuck-Kartuschenbekrönung der Fenster, die linke Achse gekuppelt, Gurtgesims, leicht vorspringender Mittelrisalit, mittlere Fenster im ersten Obergeschoss mit Dreieckgiebelverdachung, Fensterbrüstungen mit schlichten Reliefs versehen, zweiachsiges Zwerchhaus mit segmenbogenförmigem Fensterabschluss, Dreiecksgiebel, Mansarddach mit Schleppgauben, fast identische Gestaltung wie Nachbargebäude Nummer 45. | 09247325 |
|                | Mietshaus in geschlossener Bebauung | Heubnerstraße 45 (Karte)       | 1902 | Späthistorismus der Jahrhundertwende, baugeschichtlich von Bedeutung. Gleiche Gestaltung wie Nachbarhaus Nummer 43, fünfachsiger und dreigeschossiger gelber Klinkerbau auf hohem Putzsockel, hier seitliche Einfahrt, Hochparterre mit Stuck-Kartuschenbekrönung der Fenster, die linke Achse gekuppelt, Gurtgesims, leicht vorspringender Mittelrisalit, mittlere Fenster im ersten Obergeschoss mit Dreieckgiebelverdachung, Fensterbrüstungen mit schlichten Reliefs versehen, zweiachsiges Zwerchhaus mit segmenbogenförmigem Fensterabschluss, Dreiecksgiebel, Mansarddach mit Schleppgauben. | 09247326 |
|                | Mietshaus in geschlossener Bebauung | Lessingstraße 9 (Karte)        | 1907–1908                                                                                                 | Ursprünglich mit Laden, anspruchsvoll gegliederte Fassade, baugeschichtlich bedeutsam. Dreigeschossiges Mietshaus in Klinker-Putz-Bauweise, Erdgeschoss Putznutung, ehemals Laden - heute Schaufenster und Ladentür durch Fensteröffnung ersetzt, weiß glasierte Ziegelverblender in beiden Obergeschossen, dort unter den Fenstern Kunststeinreliefs, Seitenrisalit im Goldenen Schnitt mit kannelierten Kolossalpilastern, Fensteröffnungen dort aufwendig dekoriert mit Fensterverdachungen und Einfassungen sowie Reliefs unter den Fenstern - teilweise mit Wappendarstellungen, auch Blendgiebel mit Putzstuckdekorationen, Putzstuckdecke in der Vorhalle qualitätvolles Detail aus Erbauungszeit. | 09303203 |
|                | Mietshaus in geschlossener Bebauung | Lessingstraße 27 (Karte)       | 1903 | Teil einer gleichartigen Stadtquartierbebauung, baugeschichtliche Bedeutung. Dreigeschossiger, fünfachsiger roter Klinkerbau, Erdgeschoss mit korbbogigen Öffnungen, seitliche Haustür mit originalem Türblatt, Gurtgesims trennt die Obergeschosse optisch ab, hier besonders im ersten Obergeschoss Putz-Stuck-Fensterverdachungen gerade und mit Dreiecken, zweites Obergeschoss einfacher, Mansarddach mit stehenden Gaupen. | 09247251 |
|                | Mietshaus in geschlossener Bebauung | Lessingstraße 29 (Karte)       | 1903 | Mit Laden, Teil einer gleichartigen Stadtquartierbebauung, baugeschichtliche Bedeutung. Dreigeschossiger roter Klinkerbau von fünf Achsen, Erdgeschoss mit korbbogigen Öffnungen, seitlichem Eingang mit zweiflügeliger Tür mit Oberlicht, Laden verändert, im ersten Obergeschoss die Fenster aufwändig gerahmt und verdacht, abwechselnd gerade und mit Dreiecksbekrönungen, Mansarddach mit stehenden Gaupen. | 09247250 |
|                | Mietshaus in Ecklage mit Läden in geschlossener Bebauung | Merkelstraße 2 (Karte)         | 1905 | Viergeschossiger repräsentativer Putzbau von städtebaulichem und baugeschichtlichem Wert. Viergeschossiger Putzbau, mit bogigen Schaufenstern in beiden Fassaden, starkes Gurtgesims trennt Erdgeschoss von den drei Obergeschossen, hier Gestaltung durch zwei mächtige Erker, einer mit rechteckigem Grundriss an der Hausecke, ein weiterer, bereits im Erdgeschoss ansetzend und dreigeschossig, polygonal und schmaler, in der Seitenfassade, die Hausecken weiterhin betont durch mächtigen Dreiecksgiebel sowie geschweiften Giebel, Balkons nicht mehr erhalten. | 09246391 |
|                | Ehemalige Textilfabrik (ehemals Wäschefabrik Gebr. F. & M. Simon, später VEB Plauener Damenkonfektion) | Rähnisstraße 19 (Karte)        | 1924 | Architektonisch anspruchsvoll gestaltetes Bauwerk von ortshistorischer und baugeschichtlicher Bedeutung. 1923 Neubau eines Fabrikgebäudes der Firma F. & M. Simon, Damen und Kinderwäsche, Stickereibedarf (Plauen, Berlin), Flachbau mit Sticksaal für 19 Stickmaschinen, Kartenschlagmaschinen- und Steppraum, 1924 Neubau des Verwaltungsgebäudes, nach 1945 VEB Plauener Damenkonfektion, nach 1990 Bildungszentrum der Handwerkskammer. Verwaltungsgebäude: viergeschossiger und vielachsiger Massivbau über rustiziertem Souterrain (Sandstein-Bossenquaderung, Kellerfenster mit originaler Vergitterung), mit lisenenartiger Kolossalgliederung, über Kranzgesims Attikageschoss mit leichtem Dachüberstand, neoklassizistischer Eingangs-Mittelrisalit, großer repräsentativer rundbogiger Hauseingang, ebenfalls rustiziert, einflüglige Haustür mit Oberlicht, sternförmiger Glaseinschnitt, feststehende Flügel ebenfalls mit kleinteiligen Fenstern. | 09247334 |
|                | Mietshaus in Ecklage in geschlossener Bebauung | Rähnisstraße 26 (Karte)        | 1898 | An bildprägender Stelle, Stadterweiterungs-Historismus, baugeschichtliche Relevanz. Ursprünglich mit Laden, dreigeschossiger gelber Klinkerbau mit zusätzlichem dreiachsigen Dachaufbau als Eckbetonung, zusätzlich eingeschossiger Erker im ersten Obergeschoss (vereinfacht), erstes Obergeschoss waagerechte Fensterverdachungen sowie Segmentbogenverdachungen, zweites Obergeschoss waagerechte Fensterverdachungen, Dachaufbau an Hausecke vereinfacht, verkröpfte Gurt- und Kranzgesimse, grünglasierte Ziegel als Fassadendekoration, Sockel roter Klinker. | 09247333 |
| Weitere Bilder | Zwei Schulen (ehemals Mosenschule und Heubnerschule) sowie Turnhalle der ehemaligen Heubnerschule mit angrenzender Einfriedungsmauer (heute miteinander verbunden und zum Beruflichen Schulzentrum zusammengefasst) | Reißiger Straße 44, 46 (Karte) | 1886 (ehemalige Heubnerschule); 1907 (ehemalige Julius-Mosen-Schule); 1927 (Schulturnhalle Heubnerschule) | Repräsentative Schulbauten des ausgehenden 19. und beginnenden 20. Jahrhunderts von stadtgeschichtlicher und baugeschichtlicher Bedeutung. - ehemalige Julius-Mosen-Schule (Reißiger Straße 44): neuer Schulteil, keine Fassadenverzierungen, Bau wirkt durch Kubatur der Baukörper und Verteilung Fenster, Biberschwanzdeckung, Walmdächer und Mansarddächer, Vorhalle vor Haupteingang mit geschweiftem Mansarddach, rundbogiger Durchgang mit Gitter aus Erbauungszeit, Fassade vereinfacht und modernisiert - ehemalige Heubnerschule (Reißiger Straße 46): 1886, aufgestockt 1927, verschiedenfarbiger Klinker, viergeschossig, Mittelrisalit, Walmdach | 09246106 |
|                | Mietshaus in halboffener Bebauung | Stresemannstraße 71 (Karte)    | 1902 | Zeittypischer Bau der Stadterweiterung, baugeschichtliche Relevanz. Gebäude eines geschlossenen Straßenzuges gleicher Gestaltung, dreigeschossiger gelber Klinkerbau von fünf Achsen mit putzgenutetem Erdgeschoss auf hohem Sockel, seitlicher Eingang mit geradem Gebälk, darunter Diamantquaderung und Kannelierungen, auffälliges Gurtgesims mit Bogenfries, die Obergeschoss-Fenster einfach verdacht, Putz-Stuck-Ornamentfelder (Tierdarstellungen), rechte Achse mit Dacherker überhöht. | 09246551 |
|                | Mietshaus in geschlossener Bebauung | Stresemannstraße 73 (Karte)    | 1904 | Historisierende Hauszeile der Stadterweiterung, baugeschichtlich von Bedeutung. Gebäude eines geschlossenen Straßenzuges gleicher Gestaltung, fünf Achsen, beide oberen Obergeschosse gelbe Klinkerverkleidung, Erdgeschoss Putznutung, hohes Sockelgeschoss, Gesims mit auffälligem Bogenfries verziert, Fensterbrüstungen mit Reliefs, geschmückt mit figuralen und floralen Motiven, Tierdarstellungen, Eingang betont durch waagerechtes Gebälk, darunter Diamantquaderung und Kannelierungen. | 09246554 |
|                | Mietshaus in geschlossener Bebauung | Stresemannstraße 75 (Karte)    | 1904 | Zeittypischer Bau in Klinkermischbauweise in gutem Originalzustand. Gebäude eines geschlossenen Straßenzuges gleicher Gestaltung, fünf Achsen, beide oberen Obergeschosse gelbe Klinkerverkleidung, Erdgeschoss Putznutung, Gesims mit Rundbogenfries verziert, Fensterbrüstungen mit Reliefs, geschmückt mit figuralen und floralen Motiven, Tierdarstellungen, hohes Sockelgeschoss, Eingang betont durch waagerechtes Gebälk, darunter Diamantquaderung und Kannelierungen. Original erhalten: Fenster, Gauben; Dacherker leicht verändert. | 09246552 |
|                | Mietshaus in geschlossener Bebauung | Stresemannstraße 77 (Karte)    | 1903 | Historisierende Häuserzeile der Stadterweiterung, baugeschichtliche Bedeutung. Gebäude eines geschlossenen Straßenzuges gleicher Gestaltung, fünf Achsen, beide oberen Obergeschosse gelbe Klinkerverkleidung, Erdgeschoss Putznutung, Gesims mit auffälligem Bogenfries verziert, Fensterbrüstungen mit Reliefs, geschmückt mit figuralen und floralen Motiven, Tierdarstellungen, hohes Sockelgeschoss, Eingang betont durch waagerechtes Gebälk, darunter Diamantquaderung und Kannelierungen, linke Achse durch Dacherker überhöht. | 09246553 |
|                | Mietshaus in geschlossener Bebauung | Wieprechtstraße 39 (Karte)     | Um 1907                                                                                                   | Repräsentativer Klinkerbau der Stadterweiterung, baugeschichtliche Bedeutung. Viergeschossiger roter Klinkerbau auf hohem Putzsockel, barockisierendes Portal seitlich, hohes Hochparterre, dort ansetzend zentraler dreigeschossiger Erker auf rechteckigem Grundriss, aufwändig mit Putz-Stuck-Ornamenten (z. B. Kartuschen) verziert, endend oben in hölzernem Wintergarten (Balkon), die Wand dahinter flach reliefiert, die Fenster mit gesprossten Oberlichtern sparsam durch hellen Gussstein gerahmt, seitliches zweiachsiges Dachhaus (Frontgiebel) mit segmentbogiger Bekrönung. | 09247681 |

## Ehemalige Denkmäler
| Bild | Bezeichnung                        | Lage                     | Datierung | Beschreibung                                                                            | ID |
| ---- | ---------------------------------- | ------------------------ | --------- | --------------------------------------------------------------------------------------- | -- |
|      | Wohnhaus in geschlossener Bebauung | Lessingstraße 25 (Karte) | Um 1900   | Viergeschossig, mit Klinkerfassade und Laden; nach 2009 von der Denkmalliste gestrichen |    |
|      | Wohnhaus in geschlossener Bebauung | Rähnisstraße 40 (Karte)  | Um 1900   | Nach 2009 von der Denkmalliste gestrichen                                               |    |
|      | Wohnhaus in geschlossener Bebauung | Tischerstraße 26 (Karte) | Um 1900   | Nach 2009 von der Denkmalliste gestrichen                                               |    |
|      | Wohnhaus in geschlossener Bebauung | Tischerstraße 28 (Karte) | Um 1900   | Nach 2009 von der Denkmalliste gestrichen                                               |    |
|      | Wohnhaus in halboffener Bebauung   | Tischerstraße 30 (Karte) | Um 1900   | Nach 2009 von der Denkmalliste gestrichen                                               |    |
|      | Wohnhaus in geschlossener Bebauung | Tischerstraße 33 (Karte) | Um 1900   | Nach 2009 von der Denkmalliste gestrichen                                               |    |
|      | Wohnhaus in halboffener Bebauung   | Tischerstraße 35 (Karte) | Um 1900   | Nach 2009 von der Denkmalliste gestrichen                                               |    |

## Tabellenlegende
- Bild: Bild des Kulturdenkmals, ggf. zusätzlich mit einem Link zu weiteren Fotos des Kulturdenkmals im Medienarchiv Wikimedia Commons. Wenn man auf das Kamerasymbol klickt, können Fotos zu Kulturdenkmalen aus dieser Liste hochgeladen werden:
- Bezeichnung: Denkmalgeschützte Objekte und ggf. Bauwerksname des Kulturdenkmals
- Lage: Straßenname und Hausnummer oder Flurstücknummer des Kulturdenkmals. Die Grundsortierung der Liste erfolgt nach dieser Adresse. Der Link (Karte) führt zu verschiedenen Kartendiensten mit der Position des Kulturdenkmals. Fehlt dieser Link, wurden die Koordinaten noch nicht eingetragen. Sind diese bekannt, können sie über ein Tool mit einer Kartenansicht einfach nachgetragen werden. In dieser Kartenansicht sind Kulturdenkmale ohne Koordinaten mit einem roten bzw. orangen Marker dargestellt und können durch Verschieben auf die richtige Position in der Karte mit Koordinaten versehen werden. Kulturdenkmale ohne Bild sind an einem blauen bzw. roten Marker erkennbar.
- Datierung: Baubeginn, Fertigstellung, Datum der Erstnennung oder grobe zeitliche Einordnung entsprechend des Eintrags in der sächsischen Denkmaldatenbank
- Beschreibung: Kurzcharakteristik des Kulturdenkmals entsprechend des Eintrags in der sächsischen Denkmaldatenbank, ggf. ergänzt durch die dort nur selten veröffentlichten Erfassungstexte oder zusätzliche Informationen
- ID: Vom Landesamt für Denkmalpflege Sachsen vergebene, das Kulturdenkmal eindeutig identifizierende Objekt-Nummer. Der Link führt zum PDF-Denkmaldokument des Landesamtes für Denkmalpflege Sachsen. Bei ehemaligen Kulturdenkmalen können die Objektnummern unbekannt sein und deshalb fehlen bzw. die Links von aus der Datenbank entfernten Objektnummern ins Leere führen. Ein ggf. vorhandenes Icon  führt zu den Angaben des Kulturdenkmals bei Wikidata.

## Ausführliche Denkmaltexte
1. ↑  Gräber und denkmalgeschützte Bauten auf dem Friedhof Plauen II (Nummerierung und Lage siehe offizielle Denkmalliste):
  - 1. Gedenkstein für ehemaligen Bürgermeister Karl Friedrich Wieprecht (1815–1905), Grab-Nummer 2 Fam. AO19, gegenüber Grabfeld D, grob behauener Naturstein, davor Bronzeplastik (weibliche Figur) seitlich Schrifttafeln, Grabstelle
  - 2. Erbbegräbnis Familie Paul Naumann: Grab-Nummer 2 Fam. A 032, Wandstätte, angelegt 1903, tempelartiges Architekturgrab mit kannelierten Säulen, Gebälk und Dreieckgiebel, Architrav mit Inschrift, Unterbau mit Nische, davor segnender Christus, einfache Natursteineinfriedung und Treppe, Denkmalwert in künstlerischer Bedeutung
  - 3. Erbbegräbnis Franz Richter: Grab-Nummer 2 Fam. A 62, Wand gegenüber Grabfeld K, vermutlich 1931 aufgerichtet, Wand mit Schrifttafeln und steinerner Bank, seitlich Steinkreuz, Theumaer Schiefer, Schrifttafel vermutlich rötlicher Schiefer mit eingemeißelter Inschrift, Anklang Bauhausstil, relativ seltene Gestaltungsart
  - 4. Grabstein Louise Hohberger (1857–1922): Grab-Nummer 2 GHW 105, Grabfeld G an Weg zu Grabfeld I, Blatt- und Astwerk eventuell Kunstsandstein, Schrifttafel, seltene Gestaltung
  - 5. Grabstein Prof. Dr. Eduard Johnson (1840–1903): Grab-Nummer 2 HHW 021, Grabfeld F am Weg zu Grabfeld D, schlichter Stein, führte zu Lebzeiten frühgeschichtliche Forschungen im Vogtland durch
  - 6. Grabstein Friedrich Wilhelm Leberecht Mette (1858–1922): Grab-Nummer 2 FHW 069, Grabfeld D am Weg zu Grabfeld F, grob behauener Stein mit eingemeißelter Inschrift, ehemalige Plauener Polizeidirektor
  - 7. Grabstätte für Louis Riedel (1847–1919): Grab-Nummer 2 GHW 003, Lage Grabfeld E am Weg zu Grabfeld C, Vogtländischer Mundartdichter, regionalhistorisch bedeutsam
  - 8. Handschwengelpumpe: Standort an Mauer zur Chamissostraße gegenüber Grabfeld E, Gusseisen, Abdeckung Theumaer Schiefer
  - 9. Engel bei Grabstätte Michael Steinmetz: Grab-Nummer 2 CHW 26, Grabfeld C, nach 1920, Beton, ursprünglich wahrscheinlich an anderem Standort, nicht zu oben genanntem Grab gehörend
  - 10. Grabstätte Familie H. Oheim: Grab-Nummer 2 Fam. B 017, Lage an Wand gegenüber Grabfeld C, 1903, vor Wand Säulenarchitrav mit Dreieckgiebel, dort florale Dekoration, in Nische Engel, Beispiel für traditionelle Grabgestaltung
  - 11. Grabstätte Familie John: Grab-Nummer 2 Fam. A 019, Wandstelle gegenüber Grabfeld D, Grabanlage für Familie John u. a. Karl Wieprecht John, Bürgermeister Ende 19. Jahrhundert, Grab von 1905, 2010 umgesetzt auf Friedhof I
  - 12. Grabmal Arno Teuscher: Grab-Nummer 2, Fam. A 010, Wandgrabstätte Familie Teuscher, Grabmal von 1896, Arno Teuscher, verstorben 1953, war ein ehemaliger Kaufmann und hat sich für die Heimatgeschichte der Stadt Plauen verdient gemacht, u. a. erforschte er die Stammtafeln Plauener Bürger. Wandgrab mit erhaltener Einfriedung, einfache Gestaltung, Naturstein mit Kreuz, Denkmalwert in personengeschichtlicher Bedeutung
  - 13. Erbbegräbnis Familien Naumann, Dorn und Meyer: Grab Nummer 2 Fam. A 036, Erstbelegung 1905 für Paul Naumann, Architekturgrab, in Nische lebensgroße Figur, Einfriedung Granit geschliffen, ornamentaler Eisenzaun. Denkmalwert in künstlerischer Bedeutung
  - 14. Erbbegräbnis Familien Rentzsch und Klee: Grab-Nummer 2 Fam. A 038, Wandgrabstätte, Natursteinwand mit großem Relief und Darstellung eines Engels sowie floraler Motive, weiterhin aufgestellte Grabsteine mit eingemeißelter Schrift, einfache Graniteinfassung mit Treppe, 1905 angelegt für Toni Klee (verstorben 1905)
  - 15. Erbbegräbnis Familie Zetzsche: Grab-Nummer 2 Fam. A 039, Architekturgrab, Wandgrab mit überlebensgroßem Trauerndem (Halbrelief), beiderseits Pflanzschalen und Inschrifttafeln, Anlage von 1904 für Oskar Heinrich Zetzsche (verstorben 1904)
  - 16. Erbbegräbnis Familie Julius Gentzsch: Grab-Nummer 2 Fam. A 051, Wandgrabstätte mit aufrecht stehendem Stein und eingravierter Schrift sowie Galvanoplastik (Trauernde über Grabstein lehnend, leicht überlebensgroß) sowie einfache Graniteinfassung, Julius Gentzsch war in Plauen als Steinmetz tätig
  - 17. Erbbegräbnis Familie Franz Gentzsch: Grab-Nummer 2 Fam. A 052, Grabanlage von 1908 für den Baumeister Robert Franz Gentzsch. Wandgrabstätte, Granitplatten mit Inschrift, Einfassung
  - 18. Erbbegräbnis Familie Hubert Nikola Schasny: Nikola Schasny verstorben 1933, Christina Catharina Schasny, verstorben 1957, Grabmal von 1933, Granitsockel mit Galvanoplastik (Christus mit Dornenkranz, Kreuz tragend, leicht überlebensgroß), Granitsockel mit Inschrift: „Hier ruhet in Gott unser lieber Vater, Großvater, Onkel Herr Hubert Nikola Schasny, [Lebensdaten] und Christina Catharina Schasny“
  - 19. Grabmal Ernst Hösel und Alma Hösel: Grab-Nummer 2 G HW 074075, Ernst Linus Hösel war Mühlenpächter der Götzenmühle in Plauen, Mühlenstraße 1 („Obere Stadtmühle“), Grabstein vermutlich aus Muschelkalk sowie Plastik „Christus am Kreuz“ innerhalb einer Nische, Grabmal flankiert von Pflanzschalen, Denkmalwert in künstlerischer Bedeutung
  - 20. Grabmal Familie Müller: Grab-Nummer 2 E HW 036 (HW = Hauptweg), Grabmal von 1917, aufwändig gearbeiteter Grabstein (Granit) mit eingelassener Schrift und griechischem Kreuz als oberer Abschluss
  - 21. Erbbegräbnis Familie Oskar Walter: Grab-Nummer 2 Fam. B 023, Wandgrabstätte, Architekturgrab, Architrav mit kannelierten Säulen und Scheintür aus Bronze mit Treppe sowie Graniteinfassung und Granittreppe, um 1905, Oskar Walter war zu Lebzeiten bemüht um das kirchliche und Gemeinwohl seiner Stadt, u. a. war er Mitinitiator für den Bau der Markuskirche, beförderte die Errichtung der elektrischen Licht- und Kraftanlage sowie des Gemeindewasserwerkes von Syrau; er war Besitzer der Stoffwäschefabrik in Stöckigt und Mitglied verschiedener Industrievereine
  - 22. Erbbegräbnis Familie Wilhelm Kern: Familiengrab, Grab-Nummer 2 Fam. B 022, Anlage von 1905, Wandgrabstätte, anspruchsvolle Gestaltung mit Jugendstilelementen, Jugendstilinschrift, aufgesetzte Schrifttafel, Granit
  - 23. Erbbegräbnis Familie O. Meier: Haselbrunn, Wandgrabstätte, Architekturgrab mit Säulenarchitrav, Granit und Sandstein, in einer Nische stand ursprünglich die Plastik des segnenden Christus, die heute vor dem Grabmal steht, qualitätvolle Einfriedung aus Schmiedeeisen mit floralen Motiven
  - 24. Grabmal Rudolf Falk: Grab-Nummer 2 D 6. ZW (Zwischenweg) 19, einfaches Grabkreuz mit Inschrift; Dr. phil. Rudolf Falk war Museumsdirektor und Stadtarchivar, 1953 verstorben, Denkmalwert in personengeschichtlicher Bedeutung
  - 25. Grabmal Elfried Manck: Grab-Nummer ... Apotheker Elfried Manck, geboren am 22. Juli 1869, gestorben am 17. Dezember 1936; für Plauen erlangt er als Heimatforscher, spezialisiert auf die Graptoliten-Forschung besonders des Vogtlands, große Bedeutung
  - 26. Grabstelle Mainzer, Urnengrab; Kaufmann Julius (Josua) Mainzer, 1850–7.12.1906, Therese Mainzer, gestorben 30. November 1916, Enkeltochter Susanne Ingeburg Mainzer (17.5.1917–14.7.1924), ägyptisierende Tempelrückwand (heller Sandstein), die Schrift „Familie Mainzer“ noch vom Jugendstil beeinflusst (Peter Behrens), Inschrifttafel fehlt; Julius Mainzer war um 1880 einer der ersten Juden, die sich nach Erlass des Freizügigkeitsgesetzes im Vogtland niederließen, und gehörte zu den Gründern der Israelitischen Vereinigung (später Israelitische Religionsgemeinde); die Grabstelle hat exemplarische Bedeutung, da sie anscheinend die einzige jüdische auf diesem Friedhof ist
  - Friedhofskapelle: roter Klinker, unregelmäßiger Grundriss, Spitzbogenfenster, Kranzgesims mit Spitzbogenfries